# Zafu
El zafu(座蒲 en japonès o 蒲团 en xinès) és un coixí dur, ple de miraguà, sobre el qual hom seu per practicar el zazen. De forma rodona d'uns 35 cm de diàmetre i normalment d'uns 20 cm d'altura. Za (座) significa seient, i fu (蒲) significa boga.

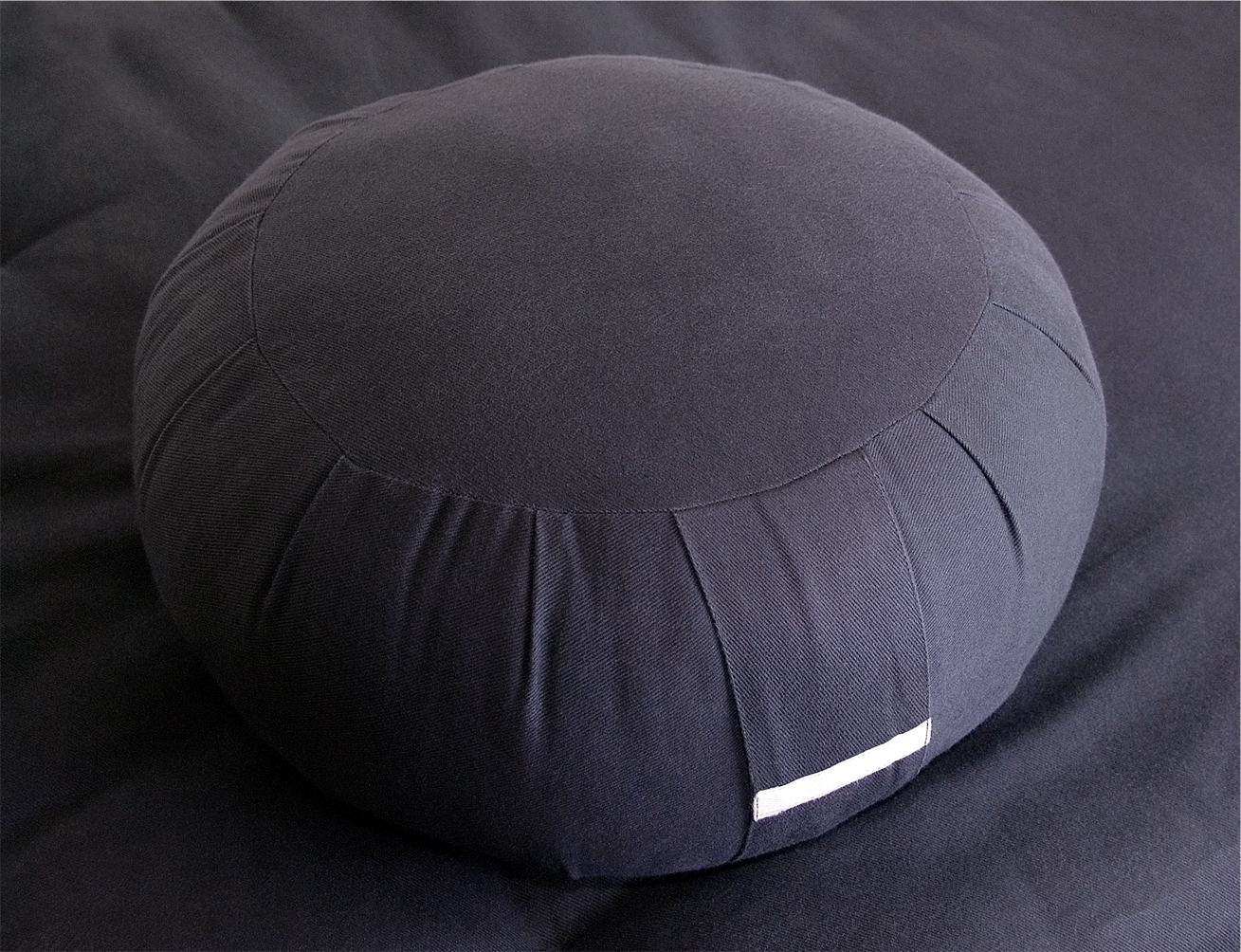
Un zafu típic

Com a paraula, zafu significa seient fet de boga. L'origen de la paraula japonesa zafu (座蒲) ve de la Xina on aquests seients de meditació eren fabricats originàriament de boga. Actualment ja no es fa servir aquest material ni al Japó ni a la Xina. A occident, és possible trobar zafus farcits de miraguà.

## Fabricació
Els zafus, actualment, estan cosits a partir de tres peces de teixit fort, normalment negre: dues peces circulars d'igual diàmetre per a la tapa superior i inferior del coixí i un rectangle llarg de tela cosit per les seves dues vores amb les altres peces entre elles. Tradicionalment, els zafus s'emplenen amb kapok o fajol.

## El zafu i el zazen
Els practicants de zazen, s'asseuen sobre ell per realitzar la pràctica. Aquest coixí eleva els malucs, fent que la postura sigui més recta i permeti al practicant tenir la columna alçada. S'han d'asseure a la tercera part frontal per tal que la pelvis s'inclini lleugerament cap endavant, la qual cosa permet que la corba natural de la part baixa de l'esquena s'orienti un xic cap endavant i cap amunt. El zafu s'ha de triar segons l'alçada de cadascú i cadascú ha de tenir cura d'adapatar-lo a la seva comoditat, a la seva alçada i al seu pes.

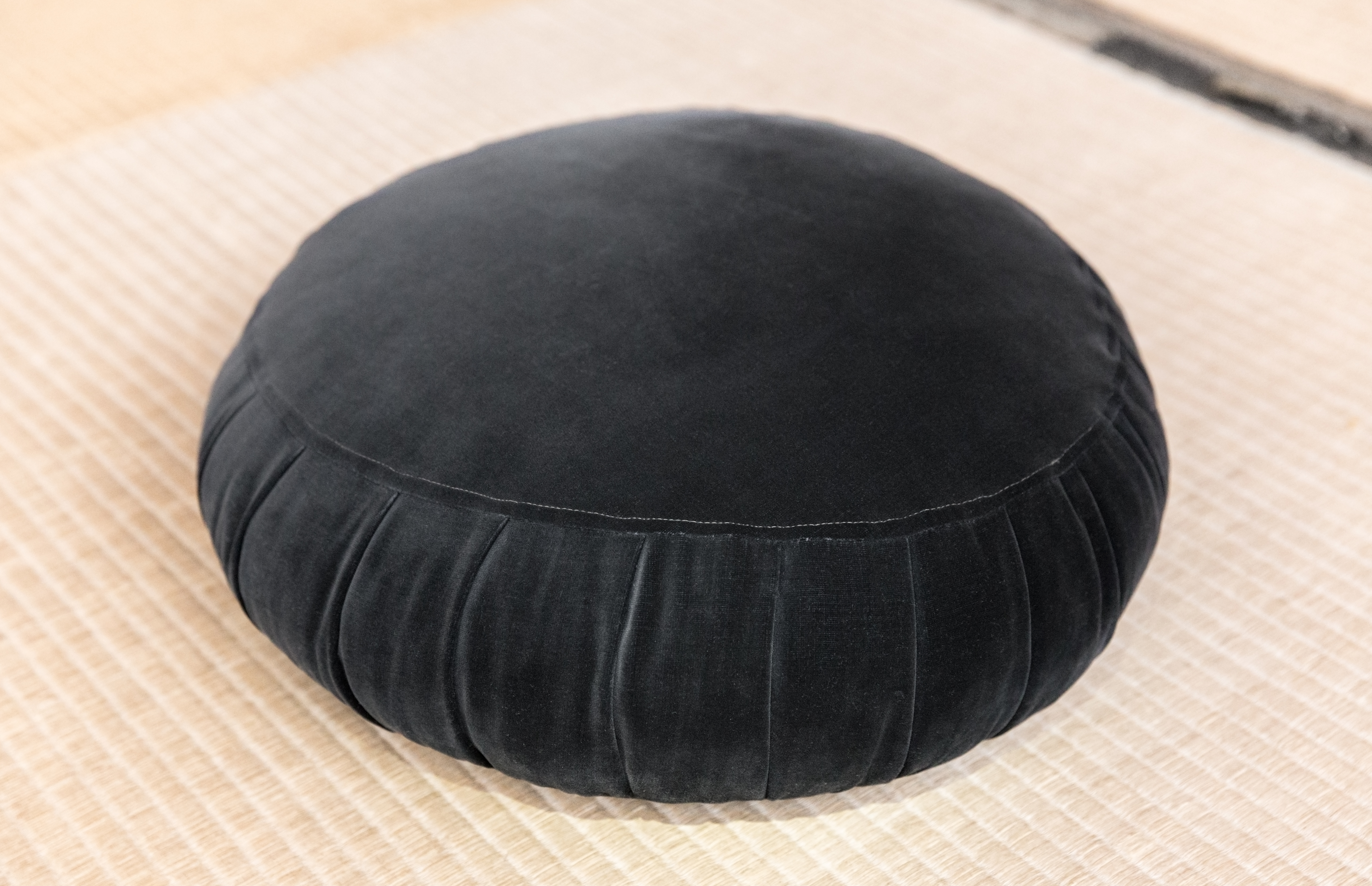
Un zafu de Sōtō Zen

El zafu és tant un accessori com un símbol de la pràctica zazen. Abans i després d'asseure's sobre el zafu, qui medita realitza una salutació (gassho) sobre el coixí com a mostra de respecte i amistat entre els practicants i el mestre. En molts llocs de pràctica, es realitza una salutació ja prescrita mentre s'apropa cap a la sala de meditació o zendo.

## Zabuton
El zabuton (座布団, literalment "futon per asseure's") és un coixí rectangular d'aproximadament 76x71 cm utilitzat sota el zafu per fer-lo més confortable i com a millora de suport pel zazen. La cobertura exterior sol estar feta de tela forta i compta amb una cremallera al llarg de la vora per poder rentar còmodament l'interior de cotó.